# Японска дюля
Японска дюля (Chaenomeles japonica), известна и като дюля на Maule, е вид цъфтяща дюля.

## Външен вид
Японската дюля е трънлив широколистен храст, който обикновено се култивира. По-ниска е от друг често култивиран вид C. speciosa, като нараства само до около 1 м височина. Плодът се нарича Kusa-boke (草 木瓜) на японски. Той е най-известен със своите червени, бели, розови или смесени пролетни цветове. От него се получават ябълковидни плодове, които са в златистожълт цвят, съдържащи червено-кафяви семена. Плодът не годен за консумация суров.

## Приложение
Растението има градинско приложение заради обилния си цъфтеж напролет.
Плодовете на японската дюля са ядливи само след преработка. Могат да се използват за мармалад, желе и приготвяне на пай като заместител на братовчеда му, истинската дюля (Cydonia oblonga). Японската дюля също се отглежда популярно в бонсаи.

## Галерия
- Цяло растение
- Плодове
- Цветове
- Chaenomeles japonica (Thunb.) Lindl. ex Spach 'Alba'